# Ellipes californicus
Ellipes californicus är en insektsart som beskrevs av Günther, K.K. 1985. Ellipes californicus ingår i släktet Ellipes och familjen Tridactylidae. Inga underarter finns listade i Catalogue of Life.